# Trichophyton thuringiense
Trichophyton thuringiense är en svampart som beskrevs av H.A. Koch 1969. Trichophyton thuringiense ingår i släktet Trichophyton och familjen Arthrodermataceae.   Inga underarter finns listade i Catalogue of Life.